# Deidesheimer Mäushöhle

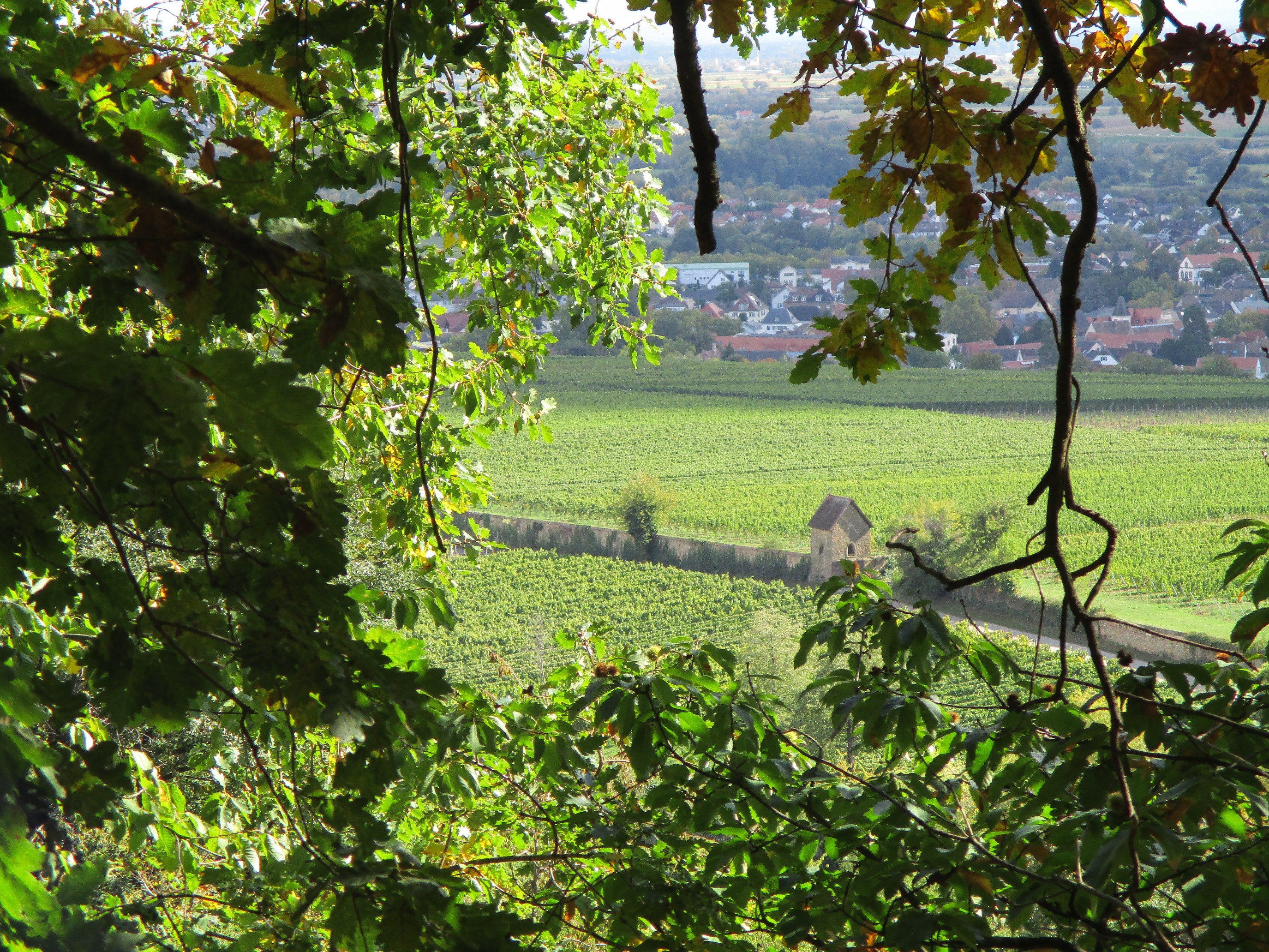
Weinberge der Mäushöhle (Bildvordergrund)

Mäushöhle heißt eine Weinlage am westlichen Talrand über der pfälzischen Kleinstadt Deidesheim (Rheinland-Pfalz). Sie umfasst eine Fläche von 33,2 ha.

## Lage, Klima, Böden
Die Mäushöhle gehört zum Anbaugebiet Pfalz und hier wiederum zum Bereich Mittelhaardt-Deutsche Weinstraße. Sie ist eine Einzellage, die Teil der Großlage Forster Mariengarten ist. Die Mäushöhle liegt auf einer Höhe von etwa 125 bis 180 m ü. NHN und ist zu 100 % hängig.
Der als Mittelhaardt bezeichnete Übergang des Pfälzerwaldes zum Vorderpfälzer Tiefland bildet hier eine etwa zwei Kilometer breite Vorhügelzone. Die Böden der Mäushöhle bestehen aus Lehm bis sandigem Lehm, stellenweise mit Geröllen, sandigen Tonen und vereinzelt aus Sandsteinverwitterungen. Der Gebirgszug der Haardt schützt in seinem Lee die Mäushöhle vor übermäßigen Niederschlägen, zudem bewirkt die Hangneigung, dass in frostigen Frühjahrsnächten kalte Luftmassen zur Rheinebene hin abfließen können und Erfrierungen an den Reben meist ausbleiben.

## Name
Die Erstnennung des Namens war im Jahr 1208, seine ursprüngliche Form war „Musehelde“. Der Name ist der älteste unter den Namen der Deidesheimer Weinbergslagen. Der Name Mäushöhle rührt vermutlich nicht von Mäusen her, sondern von einem Personennamen (Maus), wie dies bei Halde-Namen durchaus üblich ist.

## Weingüter
Die Lage „Mäushöhle“ wird u. a. von den Weingütern Reichrat von Buhl, Geheimer Rat Dr. von Bassermann-Jordan, Acham-Magin, von Winning, Michael Andres sowie von Mitgliedern des Winzervereins Deidesheim bewirtschaftet.